# Dosis (Oberflächenchemie)
Die Dosis D (englisch exposure, dosage) in der Oberflächenchemie ist definiert als
{\displaystyle {\begin{aligned}D&=p\cdot t\\\Leftrightarrow \;\mathrm {d} D&=p\cdot \mathrm {d} t\end{aligned}}}
mit
- p: Druck
- t: Zeit.

Die Einheit der Dosis ist die Pascalsekunde, eine veraltete Einheit ist das Langmuir.
Die Dosis wird bei der Bestimmung von Haftkoeffizienten {\displaystyle s(\theta )_{0}} verwendet:
{\displaystyle dN_{s}=s_{0}(\theta )\cdot \alpha \cdot dD}
Eine Dosis von 1 Langmuir entspricht bei einem Haftkoeffizienten von {\displaystyle s_{0}=1} einer Bedeckung von einer Monolage mit dem entsprechenden Adsorbens.